# 亞拉岡的瑪麗亞 (1403-1445)
亞拉岡的瑪麗亞（西班牙語：María de Aragón，1403年2月24日—1445年2月18日），卡斯提爾王后，亞拉岡國王費爾南多一世的女兒。

## 家庭
1420年，瑪麗亞和自己的堂弟、卡斯提爾國王胡安二世結婚，兩人共有1子2女：
1. 卡塔里娜（英语：Catherine, Princess of Asturias）（1422年—1424年），夭折
2. 萊昂諾爾（英语：Eleanor, Princess of Asturias）（1423年—1425年），夭折
3. 恩里克四世（1425年—1474年），卡斯提爾國王